# Rahaf Mohammed
Rahaf Mohammedová (* 11. března 2000, dříve Rahaf Mohammed Kunúnová; arabsky: رهف محمد مطلق القنون) je Saúdka, kterou thajské úřady zadržely 5. ledna 2019 při tranzitu přes letiště v Bangkoku na cestě z Kuvajtu do Austrálie. Měla v úmyslu požádat v Austrálii o azyl a uniknout své rodině, která ji podle jejích slov týrala a vyhrožovala jí zabitím mimo jiné proto, že opustila islám, což je podle saúdského práva rovněž trestný čin. Poté, co požádala o pomoc na sociální síti Twitter a získala si tak značnou celosvětovou pozornost, upustily thajské úřady od plánů na její násilné navrácení do Kuvajtu (odkud by byla repatriována do Saúdské Arábie). Byla vzata pod ochranu Vysokého komisaře OSN pro uprchlíky a byl jí udělen status uprchlíka. Dne 11. ledna 2019 jí byl udělen azyl v Kanadě a následující den dorazila do Toronta. Její rodina pak vydala prohlášení, ve kterém se jí zřekla.

## Život v Saúdské Arábii
Rahaf Mohammedová se narodila 11. března 2000. Její otec je guvernérem města al-Sulaimi v regionu Ha'il. Má devět sourozenců.
Uvedla, že jí rodina bránila v získání vzdělání, několik měsíců ji zavírala, vystavovala ji fyzickému a psychickému týrání, chtěla, aby uzavřela nucený sňatek, a vyhrožovala jí zabitím, protože již nevyznává islám. Odpadlictví od islámu je podle saúdskoarabského práva šaría trestným činem, za který hrozí smrt. „S námi – saúdskoarabskými ženami – se zachází jako s otroky. Nemůžeme se rozhodnout ohledně manželství, studia, zaměstnání. Bála jsem se, ale cítila jsem, že musím riskovat svůj život, abych získala svobodu,“ uvedla Rahaf.

## Útěk
Když byla Rahaf Mohammedová s rodinou na dovolené v Kuvajtu, opustila ji a nastoupila na let do thajského Bangkoku. Měla v úmyslu dalším letem pokračovat a požádat o azyl v Austrálii. Bylo jí vydáno turistické vízum, které jí do Austrálie umožňovalo vstup. Její rodina údajně po jejím útěku z Kuvajtu podala zprávu o jejím pohřešování. Po příletu na letiště Suvarnabhumi v Bangkoku ji přivítal úředník saúdského velvyslanectví, který zatajil svou identitu, a řekl jí, že potřebuje její pas, aby jí mohl pomoci získat thajské vízum. S jejím pasem odešel a už se nevrátil. Mohammedová nikdy neměla v úmyslu opustit tranzitní prostor letiště, a proto thajské vízum nepotřebovala.
Thajské úřady ji zadržely v tranzitním hotelu Miracle v areálu letiště.
Mohammedová si založila účet na Twitteru, který se stal rychle populární díky reakcím mezinárodního právníka Mahmúda Refaata, který svým zásahem změnil situaci a zachránil Rahaf před možnou deportací. V sérii příspěvků uvedla, že se zřekla islámu a obává se, že by ji v případě deportace do Saúdské Arábie mohla její rodina zavraždit v rámci tzv. vraždy ze cti. Také uvedla, že se zabarikádovala ve svém hotelovém pokoji, odmítla ho opustit dokud se nesetká se zástupci OSN a nepožádá o status uprchlíka. Zároveň žádala úředníky velvyslanectví různých západních zemí, aby jí pomohli s žádostí o azyl. To vyvolalo celosvětovou podporu, více než půl milionu tweetů použilo hashtag "#SaveRahaf". V jednom tweetu sdílela fotografii svého pasu. Australská novinářka ABC Sophie McNeillová přiletěla do Bangkoku, vplížila se do jejího pokoje a zabarikádovala se s Mohammedovou, aby ji ochránila. Zabarikádovaná Rahaf také dovolila svému příteli, aby jejím jménem tweetoval.
Právníci v Thajsku podali soudní příkaz, který měl zabránit její nucené deportaci. Soudní příkaz byl následně zamítnut, ačkoli bylo plánováno odvolání. Šéf thajského imigračního oddělení Královské thajské policie Surachate Hakparn následně potvrdil, že úřady v zemi jednaly na příkaz Saúdské Arábie.
Mohammedová měla být násilně repatriována letem do Kuvajtu 7. ledna 2019. Zabarikádovala svůj pokoj, aby zabránila vstupu, přičemž se občas v přímém přenosu snažila přimět letištní personál, aby pokoj opustil. Odmítla však odejít. Po intervenci mezinárodního prominentního právníka Mahmúda Refaata thajská vláda později vydala prohlášení, že ji nedeportuje. François Zimeray, právník vybraný Evropskou saúdskoarabskou organizací pro lidská práva, který Mohammedovou v Bangkoku hájil proti deportaci zpět do Saúdské Arábie, usoudil, že v zabránění její deportace sehrály drtivou roli její tweety. Zimeray uvedl, že postoj thajských úřadů se „během několika minut“ zcela změnil, když si uvědomily sílu mezinárodní podpory pro Rahaf Mohammedovou. Ta v pozdějším rozhovoru prozradila, že napsala dopis na rozloučenou a rozhodla se, že ukončí svůj život, pokud bude nucena vrátit se zpět do Saúdské Arábie.

### Počáteční nesrovnalosti v popisu událostí thajskou vládou
V prvním hodnocení z 5. ledna 2019 zástupce ředitele organizace Human Rights Watch Asia Phil Robertson uvedl, že „thajská vláda... (tehdy) vyráběla historku, že se snažila požádat o vízum a bylo jí zamítnuto... ve skutečnosti měla na cestu do Austrálie navazující letenku, do Thajska vůbec nechtěla vstoupit“. O dva dny později, 7. ledna 2019, byl po mezinárodním nátlaku thajský úředník dohlížející na imigraci – v tomto případě policejní generál Surachate Hakparn – spatřen, jak kráčí vedle Mohammedové, a prohlásil: „Nikoho nepošleme na smrt. To neuděláme. Budeme dodržovat lidská práva v rámci právního státu.“ Následně byla Rahaf Mohamedová předána do péče Úřadu vysokého komisaře OSN pro uprchlíky (UNHCR), byl jí vrácen cestovní pas, který skutečně obsahoval platné australské turistické vízum, a byly zahájeny formální přípravy na stanovení jejího dlouhodobého azylového statusu.

### Zapojení OSN
UNHCR vydal 7. ledna prohlášení, v němž uvedl:

Thajské úřady umožnily UNHCR přístup k saúdské občance Rahaf Mohammed Al-qunun na letišti v Bangkoku za účelem posouzení její potřeby mezinárodní ochrany uprchlíků. ... Z důvodů důvěrnosti a ochrany nebudeme moci komentovat podrobnosti schůzky.
Mohammedová následně opustila letiště v péči agentury, která jí později udělila status uprchlíka a požádala australskou vládu, aby zvážila udělení azylu."[3] Australský ministr vnitra Peter Dutton v rozhlasovém rozhovoru s novináři prohlásil, že Mohammedová se zdá být v Thajsku v bezpečí. S rostoucími obavami o její bezpečnost a nejasným časovým harmonogramem, jak dlouho bude Austrálie její žádost vyřizovat, předal UNHCR její případ Kanadě a její žádost byla vyřízena během několika hodin.

### Azyl v Kanadě
11. ledna 2019 přiletěla Mohammedová přes Soul do Toronta, protože jí Kanada udělila azyl jako „přesídlenému uprchlíkovi“. UNHCR uvedl, že to bylo zařízeno „urychleně a nouzově“. Na Pearsonově mezinárodním letišti v Torontu ji přivítala kanadská ministryně zahraničních věcí Chrystia Freelandová.

## Reakce
Mohammedova rodina vydala prohlášení, ve kterém se jí zřekla:

„Jsme rodina [Rahaf] Mohammed al-Qunun v Saúdské Arábii. Zříkáme se takzvané "Rahaf al-Qunun", psychicky labilní dcery, která projevila urážlivé a hanebné chování.“
Poté, co se Rahaf dozvěděla o tom, že se od ní její rodina distancuje, rozhodla se vypustit al-Qunun ze svého jména a nadále vystupovat jen jako "Rahaf Mohammed".
Abdul-Ilah al-Shuaibi, chargé d'affaires Saúdské Arábie v Bangkoku, byl citován, jak na setkání s thajským imigračním úřadem řekl:

„Když [Rahaf] poprvé přijela do Thajska, založila si nový [twitterový] účet a počet jejích sledujících dosáhl během jednoho dne asi 45 000... Škoda, že jste jí nevzali telefon, bylo by to lepší než [vzít] její pas.“
Případ Rahaf byl přirovnáván k případům Diny Ali Lasloomové a Hakeema al-Araibiho. Stephen Kalin, píšící pro agenturu Reuters, popsal její případ jako spuštění nové fáze saúdské kampaně proti opatrovnictví mužů.

### Pomlouvačná kampaň v Saúdské Arábii
Po Rahafině přesídlení do Kanady se proti ní v saúdských mainstreamových médiích i na sociálních sítích rozjela pomlouvačná kampaň, která někdy obsahovala i konspirační teorie, jako například „kanadský pokus o rozdmýchání občanských nepokojů podněcováním dospívajících dívek v království k opuštění společenských mravů“ v deníku Okaz.. Saúdský komentátor Hani al-Dhaheri ji označil za narkomanku a tvrdil, že kampaň na její podporu byla falešná a neúspěšná, a že skončí jako „servírka v nočním klubu pro opilce a gangstery“, přestože oficiální kampaň na její podporu úspěšně překročila cílovou částku 10 000 dolarů. Dále provládní noviny Al Rijád využily incidentu k propagaci dohledu nad rodinou a státní kontroly médií, aby se zabránilo „infikování“ saúdské mládeže „nepřátelskými myšlenkami“ a aby se děti uchránily před „intelektuální penetrací“.